# Truskmore
Truskmore är ett berg i republiken Irland. Det ligger i den norra delen av landet, 180 km nordväst om huvudstaden Dublin. Toppen på Truskmore är 646 meter över havet.
Terrängen runt Truskmore är huvudsakligen kuperad, men åt nordväst är den platt. Truskmore är den högsta punkten i trakten. Runt Truskmore är det mycket glesbefolkat, med 6 invånare per kvadratkilometer. Närmaste större samhälle är Sligo, 13,4 km sydväst om Truskmore. Trakten runt Truskmore består i huvudsak av gräsmarker.